# Amputechture
Amputechture é o terceiro álbum de estúdio da banda americana de rock progressivo, The Mars Volta, lançado em 12 de setembro de 2006 por Gold Standard Laboratories e Universal Records. Produzido pelo guitarrista e compositor Omar Rodriguez-Lopez, o disco marca a aparição final do baterista Jon Theodore, e o primeiro a ter o guitarrista e manipulador sonoro, Paul Hinojos, antigamente membro do At the Drive-In e Sparta.

## Produção
O álbum foi gravado em Los Angeles, CA, El Paso, TX e Melbourne, Australia entre o fim de 2005 e início de 2006. Produzido por Omar Rodríguez-López e mixado por Rich Costey.
Apesar da maior parte de Amputechture ser composta por novas músicas a banda incorporou material antigo em algumas faixas. "Viscera Eyes" envolve uma canção antiga composta por Omar na época do At the Drive-In. "Asilos Magdalena" inclui um sample de uma música francesa de 1968 chamada "La danse des canards". "Day of the Baphomets" usa letra e melodia de "A Plague Upon Your Hissing Children", uma música que foi gravada para De-Loused in the Comatorium mas nunca foi lançada. O baixista Juan Alderete disse que a introdução no baixo foi gravada em apenas uma tomada.
Em 2006, "Viscera Eyes" foi lançada no MySpace como o primeiro single do novo disco.
Esse é o primeiro disco da banda que conta com Paul Hinojos e o último com o baterista Jon Theodore. Além de contar com John Frusciante na guitarra principal, e Bixler-Zavala comentou, "Omar ensinou Frusciante todas as novas músicas, então Frusciante gravou as guitarras para nós, assim Omar pôde escutar as músicas objetivamente. Foi ótimo ele ter nos ajudado assim."

## Temática
Amputechture foi o primeiro disco do The Mars Volta que não possui um single que una a narrativa.
Em uma entrevista para a MTV, Cedric Bixler-Zavala disse que as inspirações para o álbum foram muito diversas, incluindo a recente onda de imigração nos Estados Unidos até as novas histórias de freiras possuídas. Também explicou o processo de composição chamado "Time Off".
Omar Rodríguez-López disse em uma entrevista para a revista Switch que a palavra "Amputechture" é uma junção de amputate (amputar), technology (tecnologia), e architecture (arquitetura) foi criado pelo falecido Jeremy Michael Ward.
O encarte do álbum anterior, Frances the Mute cita a palavra "Amputekthure" nos creditos. E a palavra também aparece no livro de história que vem junto com De-Loused in the Comatorium.
Desde o lançamento de The Bedlam in Goliath, Bixler-Zavala e Rodriguez-Lopez referem-se ao Amputechture como "criança autista" por causa da reação dos fãs ao álbum.

## Arte
Diferente dos dois discos anteriores do Mars Volta, Amputechture não tem uma capa original; são desenhos de Jeff Jordan que foram usados para tal.
Originalmente era para ter sido feito por Storm Thorgerson, que desenhou as capas dos discos anteriores, De-Loused in the Comatorium e Frances the Mute. A capa dele tinha uma mulher parada em um campo vigiando a presença de uma caveira gigante que flutuava e era decorada com uma bola de espelhos. "Eles queriam uma freira ameaçadora," disse Thorgerson à Classic Rock. "Nós preferimos a cigana louca de Romany." Então a banda como estava descontente com a capa resolveu trocar pela de Jeff Jordan.

## Faixas
Todas letras de Cedric Bixler-Zavala, e músicas compostas por Omar Rodríguez-López.
1. Vicarious Atonement
2. Tetragrammaton
3. Vermicide
4. Meccamputechture
5. Asilos Magdalena
6. Viscera Eyes
7. Day Of The Baphomets
8. El Ciervo Vulnerado

## The Mars Volta
- Omar Rodríguez-López – guitarras, baixo, cítara, tambura
- Cedric Bixler-Zavala – vocais
- John Frusciante – guitarra base, guitarra solo
- Juan Alderete – baixo
- Jon Theodore – bateria
- Marcel Rodriguez-Lopez – percussão, teclado, sintetizador
- Isaiah "Ikey" Owens – teclado
- Adrián Terrazas-González – flauta, saxofone tenor, clarinete baixo, percussão
- Paul Hinojos – manipulação sonora

## Músicos adicionais
- Sara Christina Gross – saxofone em "Meccamputechture"

## Equipe de gravação
- Omar Rodríguez-López - produção
- Jonathon Debaun - engenheiro
- Robert Carranza - engenheiro
- Paul Fig - engenheiro
- Rich Costey - mixagem
- Pablo Arraya - assistente de mixagem
- Vlado Meller - masterização

## Arte
- Jeff Jordan - arte
- Sonny Kay - layout

## Singles
- "Viscera Eyes" (2006)
- "Vicarious Atonement" (PROMO somente) (2006)